# 레니 헨리

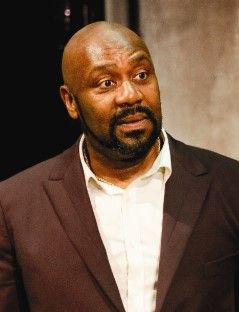
2011년 레니 헨리의 모습

렌워스 조지 핸리 경(Sir Lenworth George Henry, CBE, 1958년 8월 29일 ~ 현재)은 영국의 코미디언, 배우이자 작가이다. 1970년대 후반부터 1980년대 초반까지 스탠드업 코미디 및 유명인 흉내를 내며 인기를 얻었고, 1984년 《레니 헨리 쇼》를 통해 인기가 절정에 달했다. 당시 헨리는 가장 유명한 흑인 영국 코미디언이었으며, 그의 대부분은 아프리카-카리브해의 계통을 패러디하는데 사용되었다.
1985년 헨리는 코미디 시나리오 작가 리처드 커티스와 함께 자선 단체인 코믹 릴리프를 설립했다. 또한 어린이 예능 쇼 《티스워스》, 시트콤 《셰프!》, BBC 1의 《매지션스》 등 수많은 TV 프로그램에 출연했으며, 이후에는 무대와 영화 배우로 전향하였다. 헨리는 버밍엄시티 대학교의 총장으로 재직했으며, 2024년 말에 8년 동안 재직하고 은퇴할 계획이라고 밝혔다.

## 사생활
헨리는 대안 코미디 서킷에서 돈 프렌치를 만났다. 그들은 1984년 10월 20일 런던 코번트가든에서 결혼하여 딸 빌리를 입양하였다. 이후 2010년, 프렌치는 헨리와 결혼 25년 만에 "우호적으로" 별거에 들어간다고 발표했으며, 이혼은 2010년에 마무리됐다. 이후 2013년부터는 연극 감독인 리사 마킨과 장기적으로 관계를 유지해오고 있다.